# Dobrujewo
Dobrujewo (deutsch Albertshof) ist ein Ort in der polnischen Woiwodschaft Ermland-Masuren. Er gehört zur Landgemeinde Lidzbark Warmiński (Heilsberg) im Powiat Lidzbarski (Kreis Heilsberg).

## Geographische Lage
Dobrujewo liegt am Nordufer der Alle (polnisch Łyna) im nördlichen Westen der Woiwodschaft Ermland-Masuren, drei Kilometer westlich der Kreisstadt Lidzbark Warmiński (Heilsberg).

## Geschichte
Das einstige Albertshof war ein Vorwerk zur Domäne Neuhof (polnisch Pilnik) im ostpreußischen Kreis Heilsberg. Als nicht selbständiger Wohnplatz zählte Albertshof im Jahre 1910 21 Einwohner.
Als Wohnplatz Neuhofs wurde Alberthof am 30. September 1928 zusammen mit der Domäne und dem Dorf Neuhof in die Stadtgemeinde Heilsberg (Lidzbark Warmiński) umgegliedert.
Als 1945 in Kriegsfolge das gesamte südliche Ostpreußen an Polen abgetreten wurde, erhielt Albertshof die polnische Namensform „Dobrujewo“. Heute ist der Ort „część wsi Długołęka“ (= „Teil des Dorfs Długołęka“ (Langwiese)) innerhalb der Gmina Lidzbark Warmiński (Landgemeinde Heilsberg) im Powiat Lidzbarski (Kreis Heilsberg), von 1975 bis 1998 der Woiwodschaft Olsztyn, seither der Woiwodschaft Ermland-Masuren zugehörig.

## Religion
Dobrujewo gehört heute wie bereits Albertshof vor 1945 zur römisch-katholischen Pfarrei in der Stadt Lidzbark Warmiński (Heilsberg), jetzt dem Erzbistum Ermland zugeordnet.
Bis 1945 war Albertshof außerdem in die damalige evangelische Kirche Heilsberg in der Kirchenprovinz Ostpreußen der Kirche der Altpreußischen Union eingegliedert, aber Dobrujewo ist jetzt der Diözese Masuren der Evangelisch-Augsburgischen Kirche in Polen zugehörig.

## Verkehr
Dobrujewo liegt an der verkehrsreichen Woiwodschaftsstraße 513, die die Städte Pasłęk (Preußisch Holland), Orneta (Wormditt) und Lidzbark Warmiński (Heilsberg) miteinander verbindet und weiter bis nach Wozławki (Wuslack) führt. Eine von Lubomino (Arnsdorf) über Łaniewo (Launau) kommende Nebenstraße endet in Dorbujewo.
Eine Bahnanschluss besteht heute nicht mehr. Bis 1945 war Heilsberg die nächste Bahnstation. Sie lag an der Bahnstrecke Schlobitten–Bischdorf.